# Iuhîmove, Znameanka
Iuhîmove (în ucraineană Юхимове) este un sat în comuna Ivankivți din raionul Znameanka, regiunea Kirovohrad, Ucraina.

## Demografie
Componența lingvistică a localității Iuhîmove
     Ucraineană (89,2%)
     Rusă (6,1%)
     Maghiară (3,76%)
     Alte limbi (0,94%)
Conform recensământului din 2001, majoritatea populației localității Iuhîmove era vorbitoare de ucraineană (89,2%), existând în minoritate și vorbitori de rusă (6,1%) și maghiară (3,76%).